# Dionda serena
Dionda serena és una espècie de peix cipriniforme de la família dels ciprínids que es troba als Estats Units.